# Шаип Камбери
Шаип Камбери (алб. Shaip Kamberi; Велики Трновац, 15. октобар 1964) српски је политичар албанске националности. Председник је Партије за демократско деловање и актуелни посланик у Народној скупштини. Претходно је вршио функцију председника општине Бујановац од 2008. до 2012, као и од 2016. до 2020.
Залаже се за признање независности Републике Косово од стране Србије, као и припајање општина Бујановац, Прешево и Медвеђа у састав Републике Косово. Српске власти је оптужио за ширење албанофобије и од САД затражио да Прешевска долина буде укључена у дијалог Београда и Приштине. Снежана Пауновић се позвала на хапшење Камберија због изношења сепаратистичких ставова.

## Биографија

### Детињство, младост и каријера
Камбери је рођен 15. октобра 1964. године у Великом Трновцу, тадашњој СР Србији, те СФР Југославији. Средњу и основну школу завршио је у Великом Трновцу и Бујановцу, а касније је дипломирао на Правном факултету Универзитета у Приштини.-
Од 2000. до 2008. био је дописник дневног листа „Зери“ на Косову и Метохији, док је 2011. био учесник у пројекту студијске посете америчком Стејт департменту (Међународни програм за посетиоце), који је реализована преко Амбасаде САД у Београду. Био је оснивач НВО „Одбор за људска права“ која је основана за праћење, промоцију и заштиту људских права. Био је лидер Комитета за људска права до 2008. године.

### Политичка каријера
У периоду од 2002. до 2006 и 2006. до 2008. године, био је одборник у Скупштини општине Бујановац и такође шеф одборничке групе Партије за демократско деловање у истој скупштини.
Као кандидат Партије за демократско деловање изабран је за Председника општине Бујановац у два мандата, од 2008. до 2012. и од 2016. до 2020. године.
На парламентарним изборима 2014. године изабран је за Народног посланика у Народној скупштини републике Србије, и ту функцију је вршио до 2016. године.
Октобра 2018. године, Камбери је изабран за председника Партије за демократско деловање.
На парламентарним изборима 2020. године, још једном је изабран за Народног посланика.

### Ставови
Камбери сматра да у Србији постоји дискриминација Албанаца, као и да је термин „Шиптар” увредљив према Албанцима.